# Strichen

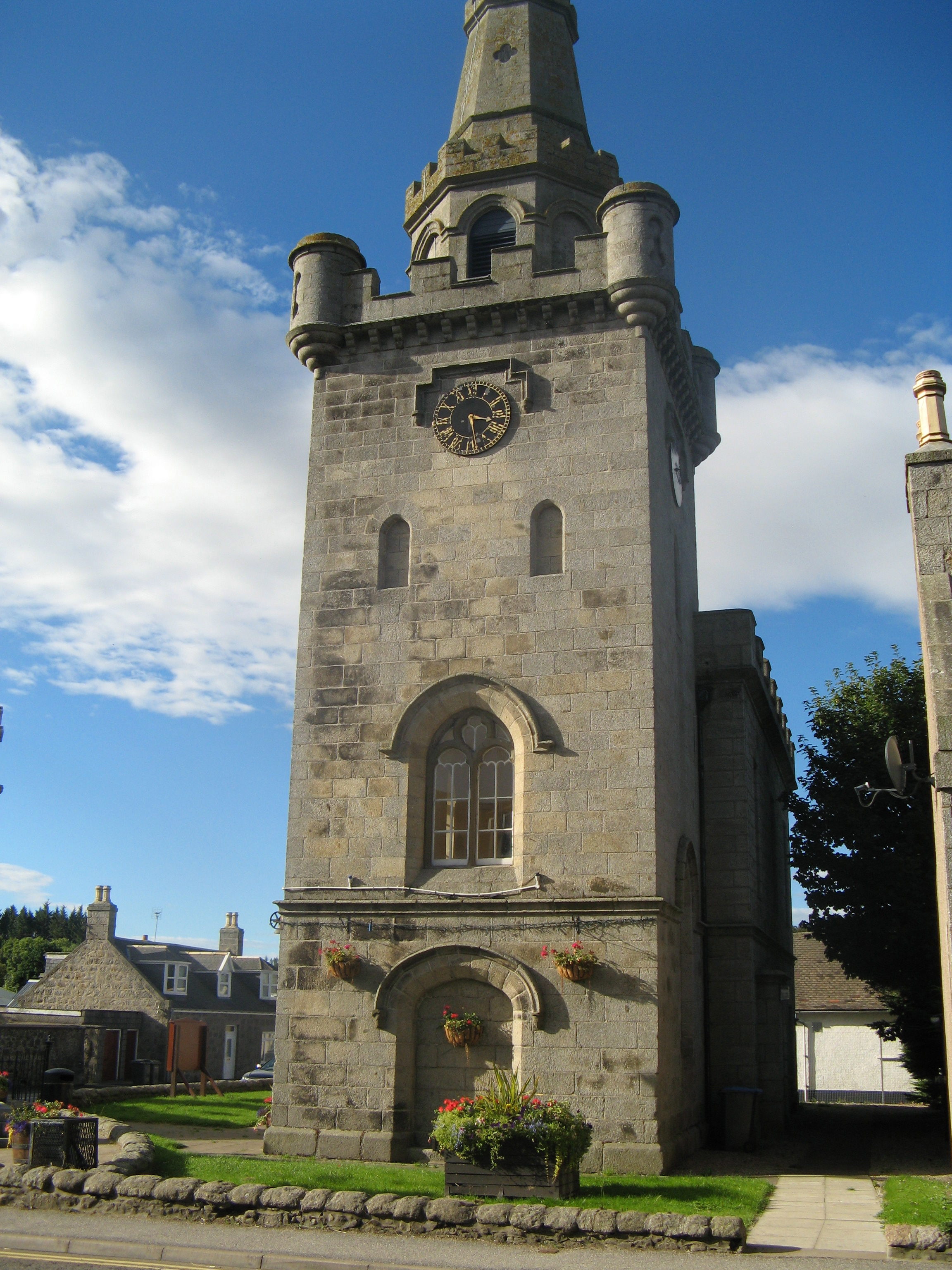
Il municipio di Strichen

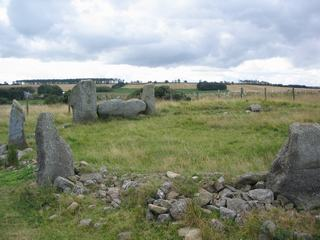
Il cerchio di pietre di Strichen

Strichen (anticamente: Stratheyn e Strichney; in gaelico scozzese: An Strìochan) è una località di circa 1 000 abitanti del nord-est della Scozia, facente parte dell'area di consiglio dell'Aberdeenshire e del distretto di Buchan e situata lungo il corso del North Ugie Water.
La cittadina è nota, tra l'altro, per essere il luogo di nascita della scrittrice e sceneggiatrice Lorna Moon (1866-1930).

## Geografia fisica
Strichen si trova a nord di Mintlaw, a pochi chilometri a nord-est di Knowehead e tra le località di Whitestripe e Adzie (rispettivamente a sud della prima e a nord della seconda).

## Origini del nome
Il toponimo Strichen/An Strìochan significa "valle (ingl. strath) di un fiume".

## Storia
Il villaggio fu realizzato nel 1764 per volere di Alexander Fraser, VII signore di Strichen, come espansione del centro abitato di Mormond.
A qualche decennio di distanza dalla sua fondazione, agli inizi del XIX secolo, Strichen iniziò a svilupparsi come centro tessile.

## Monumenti e luoghi d'interesse

### Architetture civili

#### Municipio di Strichen
Tra i principali edifici cittadini, figura il municipio, realizzato agli inizi del XIX secolo su progetto dell'architetto di Aberdeen John Smith nello stile di un toolbooth scozzese del XVI secolo.

### Siti archeologici

#### Cerchio di pietre di Strichen
Nei pressi della cittadina, si trova inoltre il cerchio di pietre di Strichen, un cerchio di pietre di 85 metri di diametro.

## Società

### Evoluzione demografica
Nel 2019, la popolazione di Strichen era sitmata in 1 000 unità.
La località ha conosciuto un decremento demografico rispetto al 2016, quando la popolazione stimata era pari a 1 020 unità (di cui 531 erano donne e 489 erano uomini). Il dato era però in incremento rispetto al 2011, quando la popolazione censita era pari a 960 unità (dato però in calo rispetto al precedente censimento del 2001, quando Strichen contava 1 030 abitanti).
Nel 2016, la popolazione era in al di sotto dei 16 anni era stimata in 166 unità (di cui 108 erano i bambini al di sotto del 10 anni), mentre la popolazione dai 65 anni in su era stimata in 223 unità (di cui 66 erano le persone dagli 80 anni in su).